# Chilcoot-Vinton (Kalifornija)
Chilcoot-Vinton je naseljeno područje za statističke svrhe u američkoj saveznoj državi Kalifornija. Prema popisu stanovništva iz 2010. u njemu je živjelo 454 stanovnika.